# Maria Dolors Coll i Vendrell
Maria Dolors Coll i Vendrell   (Barcelona, 1923 - Barcelona, 13 de març de 2006) fou una carillonista i pianista catalana.
Pionera del carilló a Catalunya i principal impulsora de la instal·lació del Carilló del Palau de la Generalitat el 1976. Va estudiar piano amb Frank Marshall i el carilló a Malines (Flandes) amb Piet van den Broek i a l'Escola Neerlandesa de Carilló d'Amersfoort amb Leen't Hart de 1964 a 1970. Va participar en diferents esdeveniments carillonístics internacionals per tal de promocionar l'instrument. El 2000 va rebre la Creu de Sant Jordi.
La seva principal deixebla va ser Anna Maria Reverté, l'actual carillonista titular del Palau de la Generalitat.
Morí a Barcelona el 13 de març de 2006.

## Obres
- 50 Cançons catalanes (1984)
- Danses catalanes (1987)